# 香子俊
香子俊（1984年—），出生於英屬香港，香港業餘棒球運動員，香港棒球代表隊的投手，電影《無野之城》演员以及電影《永久居留》的美術設計。

## 效力球隊
- 1992 Tigers (Minor B)
- 1994 Lions  (Minor A)
- 1995 Martins (Minor A)
- 1996 Dragons (Major)
- 1997 Dragons (Major)
- 1998 Tigers (Senior)
- 1999 Tigers (Senior)
- 恆利

## 生平
香子俊在九龍石峽尾澤安邨居住和長大。
1989年，6歲的香子俊就開始跟隨哥哥開始學習棒球運動。他們於沙田運動會練習棒球，但該地並非合規格的棒球場。
香子俊後來加入香港棒球代表隊，成為業餘投手。
香子俊畢業於香港理工大學，主修時裝市場學，目前是手袋設計師。

## 加入電影圈
1995年，香子俊為迪士尼動畫《反斗奇兵》粵語版配音，聲演「安仔」。
2007年香港新晋導演雲翔受邀為香港棒球代表隊拍宣傳片，後來更以他們為主題拍攝電影《無野之城》，香子俊是其中一個主角。

## 為棒球而裸露
雖然有人批評《無野之城》是掛羊頭賣狗肉，過份賣弄男色和同性愛而怱略了對棒球的描述。但香子俊不同意這種批評。他認為導演雲翔以商業味重和男色作包裝拍攝沒有什麼問題。因為這樣才會增加關注度，如果香港拍一套只是講熱血棒球的電影，將會沒有人看。籍著這種關注度，他們就可跟全世界清楚地說，香港是有棒球運動的。
香子俊認為香港棒球運動有斷層將來可能已經後繼無人了。他是真心希望棒球運動可以繼續下去，所以不管以什麼手法都要一起拍這套電影，使眾人知道他們以及棒球存在於香港。　

## 否認為同性戀者
由於《無野之城》電影內的香子俊向梁宇聰示愛的那條同志感情線，使人印象深刻。
又由於香曾經為梁宇聰在香港電台一個香港唯一跟同性戀者生活有關的電台節目《自己人》中的失言行為道歉，他給人的印象是對同性戀者友善以及較開放的態度。
香子俊同意以上說法，不過他就很肯定自己沒有同性戀倾向。因為他太喜歡女性了，不可能喜歡男性。

## 曾演出電影
- 1995年《反斗奇兵》：安仔
- 2008年 《無野之城》
- 2009年 《實習大明星》
- 2013年 《遊》

## 参與電影制作
- 2009年 《永久居留》：美術設計

## 外部連結
- 電影無野之城官方網頁
- 香港棒球總會（中國香港體育協會暨奧林匹克委員會會員機構） （页面存档备份，存于）
- 電影實習大明星官方部落格 （页面存档备份，存于）